# Elle Evans
Elle Evans Bellamy (nacida Lindsey Gayle Evans; Paris, Texas, 9 de diciembre de 1989) es una modelo y actriz estadounidense que vive y trabaja en Londres, Inglaterra.  Es conocida por aparecer en el vídeo musical de Robin Thicke "Blurred Lines" junto a Pharrell Williams. Ella es también una de las caras de NYX Cosmetics.
En 2019 se casó con Matt Bellamy, cantante de Muse.

## Primeros años
Evans nació el 9 de diciembre de 1989 en París (Texas) y fue criada en Blanchard (Luisiana). Estudió en Northwood High School y asistió a la Northwestern State University, donde ella se licenció en periodismo.
Evans es una antigua reina de la belleza que ganó el título de Miss Luisiana Adolescente en 2008. Evans compitió en el concurso de belleza Miss Teen USA 2008, donde quedó como tercera subcampeona. Sin embargo, fue descalificada de su título estatal después de once meses debido a un arresto por un incidente en restaurante, donde encontraron marihuana en su bolso, y ella y tres amigos más fueron acusados de no pagar la cuenta del restaurante. Inmediatamente después del público arresto, se le pidió a Evans que posase para las páginas centrales de Playboy. A los 19 de edad, se convirtió en la Playmate del Mes para la revista Playboy en octubre de 2009 bajo su nombre legal completo, Lindsey Gayle Evans. Fue fotografiada por Stephen Wayda.

## Carrera
En 2010, Evans fue parte del elenco de MMG en su primer anuncio. Fue realizado en China, y ella aparecía en un estilo similar al de Marilyn Monroe. El anuncio se emitió a través de toda Shanghái.
Evans está representada por Wilhelmina Modelos así como Elite Model Management en Miami, Florida, además de Rogers and Cowan. En 2013 apareció en el vídeo musical de Robin Thicke "Blurred Lines" junto a Pharrell Williams. El vídeo musical generó más de 200 millones de visitas y convirtió a la "modelo nacida en Texas en una parte del fenómeno de la cultura del pop". Poco después, Evans fue parte del elenco en dos vídeos de Beyoncé: "Haunted" y "Superpower". Ambos vídeos estuvieron dirigidos por Jonas Akerlund en 2013.
Evans es una de las caras de NYX Cosmetics, apareció en la campaña nacional de en Kmart  2013 "Money Can't Buy Style", fue presentada en la revista Relapse en 2013 y en el reportaje anual fotográfico de 2014, y protagonizó el anuncio de Axe Apollo Cologne que se emitió durante los MTV Movie Awards de 2013.
Evans también ha trabajado como modelo para Samuel Bayer. Ella realizó un desnudo frontal, junto con otras quince modelos, para la exhibición de Bayer "Diptychs & Triptychs". La serie en blanco y negro de dípticos de seis pies de alto y de trípticos de doce pies de alto fue "hecho para capturar la belleza en su estado más vulnerable", y se pudo ver en la ACE Gallery en Beverly Hills desde marzo de 2013 hasta abril de 2013.
En 2014, Evans fue invitada a un episodio de Dos hombres y medio. Ella interpretó a un personaje llamado Cheyenne y el episodio se emitió el 6 de febrero de 2014. También en febrero,  ella apareció en la portada de FHM Francia. Entonces en septiembre, ella apareció en el número de Maxim por su "Chica Dorada" celebración en el 50.º aniversario de la película Goldfinger, donde fue pintada orode cabeza a pies.
Ese mismo año, ella fue escogida para formar parte de la campaña publicitaria de cosméticos Wet 'n Wild dirigida por David La Chapelle titulada "Steal the Look", además de conseguir dos campañas publicitarias nacionales para Mary Kay la cual se emitió durante el estreno de la decimotercera temporada de Project Runway en Lifetime en noviembre de 2014.
In 2015, Evans apareció en otro vídeo musical, esta vez para la banda Muse y su single "Mercy". El vídeo fue dirigido por Sing J. Lee y fue estrenado en junio.
En septiembre de 2015, Evan fue parte del elenco del anuncio de Carl's Jr. para su nuevo "Tex Mec Bacon-Thickburguer". Llevando un patriótico bikini que representa a las mujeres del Tema U.S.A., Evan se enfrenta a un juego de voleibol contra la modelo Alejandra Guilmant y Team Mexico para determinar si la hamburguesa es "Más Tex, o Más Mex". El anuncio se estrenó en 28 de septiembre.
Poco después, Evans apareció en la película Scouts Guide to the Zombie Apocalypse, estrenada el 30 de octubre de 2015, donde interpretaba a Amber. La película fue dirigida por Christopher Landon.

## Vida personal
Evans estuvo en una relación con el productor musical canadiense Deadmau5 y ellos vivieron juntos en Toronto. La pareja se separó en 2011 después de un año juntos. Evans comenzó a salir con Matt Bellamy, el vocalista y guitarrista de la banda Muse, en febrero de 2015. [28] En diciembre de 2017, anunciaron su compromiso. El 10 de agosto de 2019, Bellamy y Evans se casaron. El 7 de junio de 2020 nació la primera hija de la pareja, Lovella. El 12 de mayo de 2024 nació su segundo hijo, George. La familia, que hasta entonces residía en Los Ángeles, se mudó a Londres en 2025.